# Mała Panew
La Mała Panew è un fiume che attraversa la Polonia, ha una lunghezza di 132 chilometri.